# (6310) Jankonke
(6310) Jankonke est un astéroïde de la ceinture principale, de la famille de Hungaria.

## Description
(6310) Jankonke est un astéroïde de la ceinture principale, de la famille de Hungaria. Il présente une orbite caractérisée par un demi-grand axe de 1,91 UA, une excentricité de 0,03 et une inclinaison de 23,6° par rapport à l'écliptique.

## Compléments